# Jeff Tutuana
Gemi "Jeff" Tutuana (20 de março de 1982) é um futebolista da República Democrática do Congo que milita no Olympiakos Nicósia. Jogou durante a maior parte da carreira em clubes de Israel.